# مولود حسين مولود
الشيخ مولود حسين بربر المعروف بالشيخ مولود الحنفي في الأعظمية، وهو من علماء التصوف في بغداد، ولد في عام 1354 هـ/1935م، ونشأ وترعرع في قرية هسار في مدينة قونية في تركيا، ثم رحل عنها إلى بلاد الشام عام 1952م، وسافر يبتغي طلب العلم الشرعي وهو في السابعة عشر من عمره، وحصل على شهادته في الدراسة الثانوية في بلاد الشام، ومنها رحل إلى مصر، ودرس في الجامع الأزهر، وأخذ الإجازة العلمية من بعض علماء الأزهر، وكان علماء الجامع الأزهر يطلقون عليه لقب (الرجل الصالح).
وبعد أكمال دراسته في الجامع الأزهر منح درجة العالمية ومرتبة الشرف الأولى عند حصوله على شهادة الدكتوراه في الفقه المقارن في عام 1977م، وكان موضوع دراسته هي مقدمة الإمام الغزنوي من علماء القرن الخامس الهجري تلميذ الكسائي صاحب كتاب بدائع الصنائع الذي حققه الشيخ أحمد محمد شاكر، وبقي في جامعة الأزهر حتى عام 1978م، حيث هاجر إلى العراق، وسكن في جامع الملك في منطقة العيواضية ببغداد، وبقي فيه برهة من الزمن ثم أنتقل إلى منطقة الأعظمية، وسكن قرب جامع الإمام الأعظم، في مسجد ملا خطاب.
وبقي الشيخ مولود في مسجد ملا خطاب في الأعظمية حتى منح الإقامة الدائمية بتأريخ 5 حزيران/يونيو 1985م، ثم منح الجنسية العراقية في 8 تشرين الثاني/نوفمير 1997م، وبعدها درس على يد الشيخ مفتي الديار العراقية عبد الكريم بيارة وكذلك الشيخ محمد طه البيلساني ومنح الإجازة العلمية من الشيخ عبد الكريم بيارة في 4 جمادي الآخرة عام 1421هـ/ 2 أيلول من عام 2000م.
وأخذ يلقي الدروس والمواعظ في مساجد بغداد، وخاصة التي تقع منطقة الأعظمية، وكان إماماً وخطيباً لجامع الدهان ودرس على يديهِ الكثير من طلاب العلم ومعظم دروسه يلقيها في جامع الدهان وجامع الإمام الأعظم ومسجد بشر الحنفي (وهو مسجد بشر الحافي حالياً).

## طلاب الشيخ
ومن الطلاب الذين درسوا على يديه الشيخ طارق أحمد مهدي العاني والشيخ مصطفى النعيمي،والشيخ سعد محسن حمو الجومرد والشيخ كمال الدين حميد الطائي، والشيخ ساجد عبد القادر الصالحي (المختطف حالياً) امام وخطيب جامع الإمام المالكي في شاطئ التاجي، والشيخ مجيد النعيمي، والشيخ خالد السوري امام وخطيب جامع الرحمة الالهية في الشعب، والشيخ عمر سليم الأعظمي، والشيخ واثق العبيدي إمام مسجد خطاب سابقا، والدكتور ظافر خضر الكردي، والشيخ مصطفى عبد الله إمام وخطيب جامع المرادية، والشيخ عبد الله المصري إمام مسجد بشر الحافي، والدكتور نصير خضر، الأستاذ في الجامعة الإسلامية، والشيخ علي كزاز، والشيخ وليد الإمام والخطيب في جامع ومقام الجنيد البغدادي، والشيخ علاء المهندس إمام مسجد وفية، والشيخ قتيبة سعدي عماش إمام جامع أبو حنيفة سابقا، والدكتور إبراهيم جليل الأستاذ في الجامعة الإسلامية، والشيخ ظافر الآلوسي والداعية عفيف الدين الجيلاني وآخرون ولقد أجاز الشيخ نفراً من طلابه وحتى من الطالبات ومنهم الحاجة القارئة ام حمزة من سوريا وآخرون بالمئات قرؤوا القرآن على مسمعه.
ويعتبر الشيخ كمال الدين الطائي من الطلاب المقربين منه وهو الوحيد الذي حصل على شهادة (الإجازة العلمية) من الشيخ مولود.

## وفاته
توفى أثر اطلاق نار عليه في تأريخ 22 شعبان 1426 هـ، الموافق 25 سبتمبر 2005م، حيث كان ذاهبا إلى الأردن مع أهله لأجل العلاج في إحدى مستشفياتها في عمان، وفي الطريق الخارجي أطلق النار عليه في منطقة أبو غريب من قبل دورية عسكرية أمريكية بطلقتين أصابت أحداهما صدره والأخرى رقبته وأردته قتيلاً في الحال.
أصيبت زوجته التي كانت معه في السيارة ببعض الجروح وأحضر جثمانه إلى جامع الدهان وشيع في موكب كبير عبر منطقة الأعظمية إلى جامع الإمام الأعظم، وصلى عليه جمع من علماء بغداد، وقدم تلميذه (كمال الدين حميد الطائي) ليكون إماماً للصلاة عليه في صلاة الجنازة، ودفن في روضة الشهداء في مقبرة الأعظمية.